# Kentucky Derby 1886
Kentucky Derby 1886 var den tolfte upplagan av Kentucky Derby. Löpet reds den 14 maj 1886 över 1,5 miles. Löpet vanns av Ben Ali som reds av Patsy Duffy och tränades av James Murphy. Segertiden 2:36.50 var nytt löprekord.
Förstapriset i löpet var 4 890 dollar. Tio hästar deltog i löpet.

## Resultat
| P  | Häst        | Jockey                 | Tränare         | Land | Tid     |
| -- | ----------- | ---------------------- | --------------- | ---- | ------- |
| 1  | Ben Ali     | Patsy Duffy            | James Murphy    | USA  | 2:36.50 |
| 2  | Blue Wing   | Edward Garrison        | Edward D. Brown | USA  |         |
| 3  | Free Knight | William J. Fitzpatrick |                 | USA  |         |
| 4  | Lijero      | Isaac Murphy           |                 | USA  |         |
| 5  | Jim Gray    | T. Withers             |                 | USA  |         |
| 6  | Grimaldi    | Isaac E. Lewis         |                 | USA  |         |
| 7  | Sir Joseph  | W. Conkling            |                 | USA  |         |
| 8  | Harrodsburg | J. Riley               |                 | USA  |         |
| 9  | Lafitte     | John Stoval            |                 | USA  |         |
| 10 | Masterpiece | Ed West                | John W. Rogers  | USA  |         |